# Sofía I de Gandersheim
Sofía I (septiembre de 975-abadía de Gandersheim, 30 de enero de 1039) fue miembro de la dinastía sajona. Fue abadesa de Gandersheim desde 1002, y abadesa de Essen desde 1011 hasta su muerte. Era la segunda hija del emperador Otón II del Sacro Imperio Romano Germánico y de su esposa, Teófano Skleraina, y una importante hacedora de reyes en la Alemania medieval.

## Primeros años
Según las crónicas de Tietmaro de Merseburgo, Sofía era hija del emperador Otón II y de Teófano. Puede que haya sido la primera hija superviviente del matrimonio, nacida en 975, aunque otras fuentes indican que su hermana Adelaida, nacida c. 977, era de hecho la primogénita. El primer registro de la existencia de Sofía es en una donación en 979, cuando su padre confió su educación a su prima, la abadesa Gerberga II de Gandersheim. Sofía fue criada y educada en la abadía de Gandersheim desde la niñez para convertirse finalmente en su abadesa. Gerberga le enseñó la disciplina del convento y leyes, que Sofía aprendió a la perfección. Recibió muchas donaciones de derechos y propiedades de parte de su padre así como de su hermano, Otón III, quien le sucedió como rey de romanos en 983. 
Sofía tomó los votos para convertirse en canóniga en 989. Como hija del emperador, insistió en recibir el velo de manos del arzobispo Willigis de Maguncia, el canciller del Sacro Imperio Romano Germánico, ofendiendo al obispo local Osdag de Hildesheim. El cronista contemporáneo Thangmar, en su Vita Bernwardi [Vida de san Bernardo], reveló una feroz discusión entre los líderes de iglesia delante del rey Otón III, su madre Teófano, y la corte real. Sofía fue finalmente consagrada por ambos. En las fuentes de Hildesheim, Sofía es representada como una mujer altiva e imperiosa, aunque esas descripciones pueden ser imparciales.
Sofía y su hermano parecían llevarse bien; ella recibió varios regalos de su parte y asistió a la Dieta Imperial de 994, donde Otón fue declarado mayor de edad. Él le concedió a su hermana la abadía de Eschwege por deseo de su madre Teófano, quien había fallecido en 991. De 995 a 997, Sofía estuvo ausente del convento, acompañando a su hermano en su primera campaña en Italia y actuando como su consorte. Regresó a Eschwege y asumió sus responsabilidades en 997. Sin embargo, después de ese año Sofía no volvería a visitar la corte de Otón.

## Princesa-abadesa de Gandersheim
En 1001, su tutora la abadesa Gerberga II de Gandersheim falleció. Sin embargo, debido a la muerte de su hermano, Sofía no sería elegida como sucesora de Gerberga II hasta 1002, con la aprobación del nuevo rey, Enrique II. Sofía luego estaría involucrada en una contienda con sus superiores eclesiásticos quienes, con la aprobación de emperador Enrique II, pusieron en peligro los privilegios de Gandersheim y su propio estatus como abadesa.
Junto con su hermana, Adelaida I de Quedlinburg, Sofía influyó en la elección de Enrique II como rey de romanos y le legitimaron en 1024, cuando éste visitó Vreden y Quedlinburg. Sofía y su hermana luego harían lo mismo en la elección de Conrado II como primer emperador del Sacro Imperio de la dinastía salia.
En 1011, a Sofía se le concedió la abadía de Essen tras la muerte de su prima, Matilde. La sucesión inicialmente había sido reservada para su hermana menor, Matilde, quien no obstante se casó con el conde palatino Ezzo de Lotaringia. Según el historiador local Georg Humann (1847-1932), Essen siempre estuvo en segundo plano para Sofía, y la importancia de la abadía declinó durante su administración. La reconstrucción de la catedral de Essen fue postergada, aunque investigaciones recientes sugieren que fue Sofía quien inició la remodelación de la Cruz Esmaltada.

## Muerte
Sofía gobernó sus abadías hasta su muerte en 1039. A pesar de la ayuda que recibió de parte de las dos hermanas, Conrado II rechazó la petición de Adelaida de suceder a Sofía como abadesa de Gandersheim. Enrique III finalmente le concedió el derecho de gobernar Gandersheim también.